# اماتنانگو دل وال
اماتنانگو دل وال (به اسپانیایی: Amatenango del Valle) یک منطقهٔ مسکونی در مکزیک است که در چیاپاس واقع شده‌است.

## خصوصیات
اماتنانگو دل وال ۲۳۶ کیلومترمربع مساحت و ۶٬۵۵۹ نفر جمعیت دارد.